# Csernai Mihály
Csernai Mihály (Budapest, 1997. május 12. –) magyar író, drámaíró, publicista.

## Életpályája
Kaposváron nőtt fel. 2008-ban beválogatták a kaposvári Csiky Gergely Színház Olivér! című előadásába gyerekszereplőként, azóta fordult a színház felé. 2016-ban vették fel a Színház- és Filmművészeti Egyetem színházrendező szakára, majd innen másfél év után távozott. Később, 2021-ben végzett drámainstruktor – drámajátékos szakirányon. 
A Színház- és Filmművészeti Egyetemen 2019 októberétől töltötte be a Hallgatói Önkormányzat elnöki posztját, így az Egyetem 2020-ban bekövetkezett modellváltásakor is a kirobbanó hallgatói ellenállás (egyetemfoglalás) egyik arca lett, ilyen minőségében többször szerepelt a médiában is. A posztról végül 2021 januárjában lemondott. 
Később, 2021 áprilisában szerepelt a Partizán egyetemfoglalásról készült dokumentumfilmjében, mely a Hülye fiatalság címet viselte. A film megjelenése nagy vitát váltott ki az egyetemfoglalók által alapított Freeszfe Egyesület és a Partizán stábja között, a konfliktus személyiségi jogi kérdéseken robbant ki; Csernai egy nyilvános Facebook-posztban vállalta magára a konfliktust és ismerte el hibáját. Lemondása és ez utóbbi nyilatkozat óta ritkábban nyilvánul meg publikusan.
2021 októberétől a Marosvásárhelyi Művészeti Egyetem drámaíró mesterszakán folytatja tanulmányait.
2022 elejétől üzemel szerzői oldala, ahol korábban megjelent írásait és egyéb közreműködéseit gyűjtötte össze.

## Filmes szerepei
- 2023 – Tündérkert (Börtönőr); rendezte: Madarász Isti
- 2021 – Anyám macskája (Félix); rendezte: Schnabel Annabella[4]
- 2021 – KYTARO – Browser History (Videoklip); rendezte: Szombath Máté[5]
- 2020 – Mónika nem akar a Földön járni (Pszichiátriai ápolt); rendezte: Korom Anna[6]
- 2019 – KYTARO – Kryptogyros (Videoklip); rendezte: Damokos Attila[7]

## Színházi munkái
- 2021 – Stereo Akt: Ex Katedra (drámainstruktor-gyakornok); rendezte: Boross Martin (Stereo Akt – Jurányi Ház, Budapest)
- 2019 – Balázs Ágnes: Petőfi-játék (rendezőasszisztens); rendezte: Gáspár András (Szentendrei Teátrum)
- 2008 – Lionel Bart: Olivér! (Dologházi árva, Kölyök Faginnél); rendezte: Réthly Attila (Csiky Gergely Színház, Kaposvár)

## Szövegei
- Boríték (dráma) – a Marosvásárhelyi Művészeti Egyetem DrámaPálya drámapályázatának győztese
- Császár (dráma) – az Okuláré Műhely 2022. márciusi fordulójának II. helyezettje